# Eleccions legislatives de São Tomé i Príncipe de 1980
Les eleccions legislatives de São Tomé i Príncipe de 1980 van tenir lloc el 14 de maig de 1980, les segones després el país proclamés la seva independència.
Aleshores el país tenia un sistema unipartidista amb el Moviment per l'Alliberament de São Tomé i Príncipe com a únic partit legal, de manera similar a les altres excolònies portugueses (Angola, Moçambic, Guinea Bissau, Cap Verd). El partit es va atribuir la totalitat dels 40 escons de l'Assemblea Nacional. El seu secretari general Manuel Pinto da Costa fou nomenat president del país. L'any anterior havia estat abolit el càrrec de primer ministre, i el seu titular Miguel Trovoada, que havia disputat el lideratge a da Costa, fou empresonat i exiliat.